# Just another night (in New York City)
Just another night (in New York City) is een single van The Star Sisters uit 1986. Hij werd geproduceerd door het duo Fluitsma & Van Tijn. De naam van single staat in lijsten ook wel afgedrukt als New York City (Just another night in).
Als auteur is Barry Di Biasi verantwoord, zowel op de single als de elpee Danger. Op de B-kant staat het nummer Baby love van de zangeres en medeschrijfster Regina (Richards) uit Brooklyn, New York.
Bij Veronica kwam de single niet verder dan de Tipparade. In de Nationale Hitparade stond hij een week genoteerd op nummer 49.